# Poljane pri Podgradu
Poljane pri Podgradu – wieś w Słowenii, w gminie Hrpelje-Kozina. 1 stycznia 2017 liczyła 9 mieszkańców.